# Cetona
Cetona är en ort och kommun i provinsen Siena i regionen Toscana i Italien. Kommunen hade 2 602 invånare (2018).